# Hospital de Niños Dr. Ricardo Gutiérrez
El hospital de Niños Ricardo Gutiérrez es un hospital pediátrico creado el 30 de abril de 1875 cuya creación impulsó Ricardo Gutiérrez en la ciudad de Buenos Aires (en Recoleta), quien lo dirigió desde agosto de ese año hasta su muerte en 1896. Ese año inaugura su sede de la calle Gallo, lugar que ocupa hasta hoy.
En 1951 el hospital fue remodelado por la entonces Fundación Eva Perón, incorporándose nuevas salas y duplicando la capacidad del sector de pediatría.
Fue hospital pediátrico N° 14 en el mundo al momento de su creación. 

## Medios de Comunicación
29 106 109 111 140 160 188